# 리조두스
리조두스(Rhizodus)는 석탄기 초기에 살았던 육기어류이며, 속명의 뜻은 '뿌리 이빨'을 의미한다. 리조두스의 화석은 영국, 러시아, 북아메리카 등에서 발견되었다.

## 특징

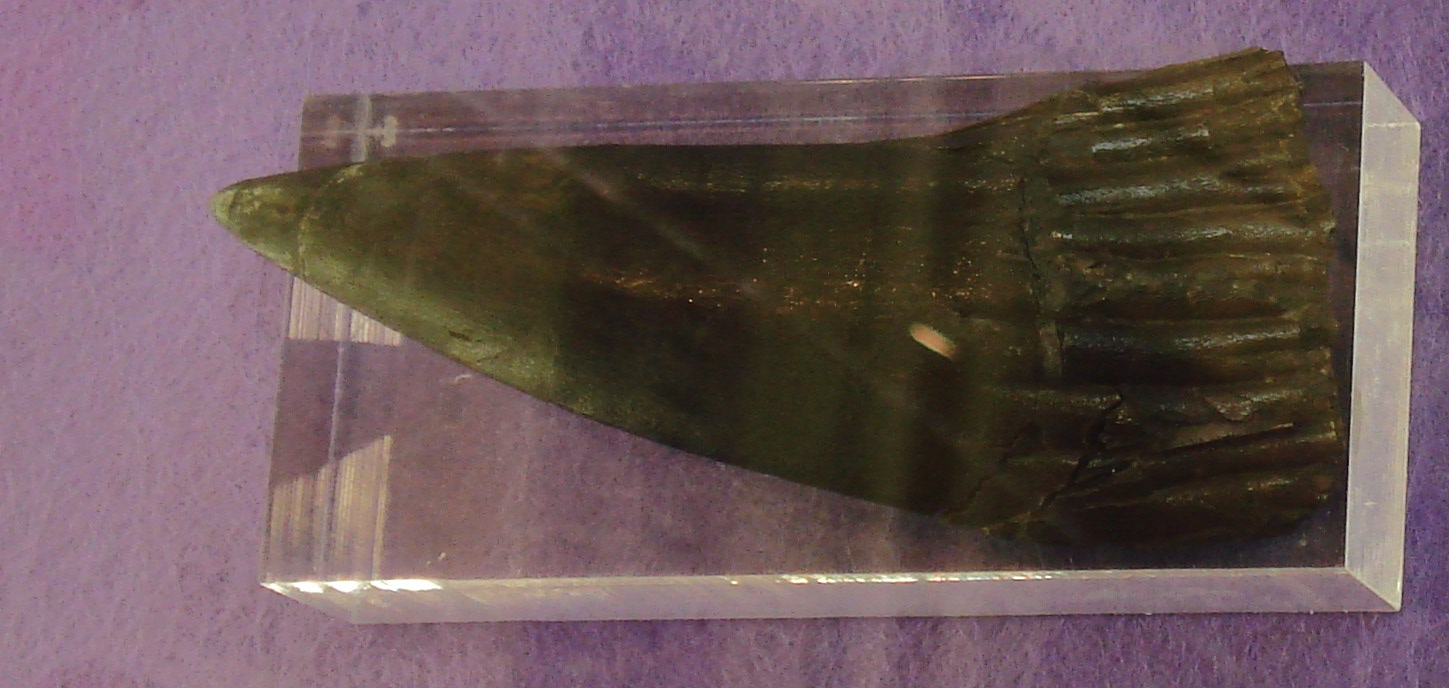
리조두스의 이빨

리조두스의 가장 눈에 띄는 특징은 앞쪽에 위치한 두 개의 22 센티미터 (8.7 in) 크기의 송곳니이다. 리조두스는 담수, 강, 대규모 늪지에 서식하는 거대한 정점 포식자였으며, 몸길이는 7m이다.주로 먹이를 통째로 삼키는 대신 이빨을 사용하여 먹이를 죽이고 소화할 수 있는 크기로 찢어서 중소형 양서류를 잡아먹었을 것으로 추정된다.